# 金垭镇 (阆中市)
金垭镇，是中华人民共和国四川省南充市阆中市下辖的一个乡镇级行政单位。

## 行政区划
金垭镇下辖以下地区：
琳琅社区、观音庙村、官家营村、庙子滩村、横梁子村、介福观村、羊还山村、宝峰村、曹神观村、板桥沟村、罗家沟村、保娘庙村、洞子崖村和中和大石村。